# Filip Kostić
Filip Kostić (Servisch: Филип Костић) (Kragujevac, 1 november 1992) is een Servisch voetballer die doorgaans als vleugelverdediger of -aanvaller speelt. Kostić debuteerde in 2015 in het Servisch voetbalelftal.

## Clubcarrière
Kostić debuteerde in het seizoen 2010/11 voor Radnički 1923 in de Prva Liga en promoveerde dat jaar naar de Superliga. In maart 2012 leek hij bij Club Brugge te gaan tekenen. Hij onderging reeds de medische keuring en de clubs kwamen overeen met een transfer van 800.000 euro. Maar door eisen van zijn zaakwaarnemers ketste de transfer op het laatste moment af.
Op 10 april 2012 tekende hij bij FC Groningen een contract voor drie seizoenen met een optie voor nog twee. Groningen betaalde 1,25 miljoen euro voor hem. De transfer kwam in Servië in opspraak en bestuurders van Radnički alsmede een zaakwaarnemer werden gearresteerd wegens fraude. Seizoen 2012/2013 was een moeilijk seizoen voor Kostić. De op dat moment coach van FC Groningen, Robert Maaskant, vond hem niet waardig genoeg voor een basisplaats en passeerde hem bijna elke wedstrijd.  Het seizoen 2013/2014 onder leiding van Erwin van de Looi kreeg Filip veel vertrouwen van de trainer. Een seizoen waarin hij altijd kon rekenen op een basisplaats. Dit vertrouwen werd terugbetaald in de resultaten op het veld. Zo wordt Kostić vaak geprezen in de media voor zijn optredens en is hij regelmatig te bewonderen in het Eredivisieteam van de week. In seizoen 2013/2014 werd Filip speler van het jaar bij FC Groningen.
Kostić verruilde in augustus 2014 FC Groningen voor VfB Stuttgart, waar hij een contract voor vijf jaar tekende. FC Groningen ontving zes miljoen euro voor hem. Daarbij werd tot één miljoen euro aan eventuele extra bonussen vastgelegd en een doorverkooppercentage van vijftien procent bedongen. Kostić maakte op 24 augustus 2014 zijn debuut voor Stuttgart, in een competitiewedstrijd tegen Borussia Mönchengladbach (1–1 gelijkspel). Hij degradeerde in het seizoen 2015/16 met de club uit de Bundesliga, de eerste degradatie voor Stuttgart in 39 jaar.
Kostić daalde zelf niet mee af naar de 2. Bundesliga. Hij tekende in juli 2016 een contract tot medio 2021 bij Hamburger SV, de nummer tien van Duitsland in het voorgaande seizoen. Dat betaalde circa €14.000.000,- voor hem aan Stuttgart.
Op 14 april 2022 scoorde Kostić twee doelpunten in de met 3–2 gewonnen uitwedstrijd van de UEFA Europa League-kwartfinale tegen FC Barcelona in Camp Nou. Met 4–3 winst over twee wedstrijden wist Eintracht Frankfurt zich te plaatsen voor de halve finale. Eintracht Frankfurt wist de finale te winnen van Rangers. Kostić werd uitgeroepen tot Speler van het Seizoen en tevens als Speler met de Meeste Assists.
Op 12 augustus 2022 tekende Kostić een driejarig contract bij Juventus, waarvoor circa €12.000.000,- (plus eventueel €3.000.000,- aan bonussen) werd betaald aan Eintracht Frankfurt.

## Clubstatistieken
| Seizoen | Club                        | Competitie         | Wed. | Goals |
| ------- | --------------------------- | ------------------ | ---- | ----- |
| 2010/11 | FK Radnički 1923 Kragujevac | Meridian Superliga | 30   | 2     |
| 2011/12 | FK Radnički 1923 Kragujevac | Meridian Superliga | 27   | 3     |
| 2012/13 | FC Groningen                | Eredivisie         | 7    | 0     |
| 2013/14 | FC Groningen                | Eredivisie         | 38   | 11    |
| 2014/15 | VfB Stuttgart               | Bundesliga         | 29   | 3     |
| 2015/16 | VfB Stuttgart               | Bundesliga         | 30   | 5     |
| 2016/17 | Hamburger SV                | Bundesliga         | 31   | 4     |
| 2017/18 | Hamburger SV                | Bundesliga         | 30   | 5     |
| 2018/19 | → Eintracht Frankfurt       | Bundesliga         | 34   | 6     |
| 2019/20 | Eintracht Frankfurt         | Bundesliga         | 33   | 4     |
| 2020/21 | Eintracht Frankfurt         | Bundesliga         | 30   | 4     |
| Totaal  | Totaal                      | Totaal             | 319  | 47    |

## Interlandcarrière
Kostić debuteerde in 2015 in het Servisch voetbalelftal. Hij maakte deel uit van de Servische selectie die onder leiding van bondscoach Mladen Krstajić deelnam aan de WK 2018 in Rusland. Daar sneuvelde de ploeg in de voorronde na een overwinning op Costa Rica (1–0) en nederlagen tegen achtereenvolgens Zwitserland (1–2) en Brazilië (0–2). Kostić kwam in alle drie de WK-duels in actie voor zijn vaderland.

## Erelijst
Eintracht Frankfurt
- UEFA Europa League: 2021/22

 Juventus
- Coppa Italia: 2023/24